# Herman (condado de Dodge, Wisconsin)
Herman es un pueblo ubicado en el condado de Dodge en el estado estadounidense de Wisconsin. En el Censo de 2010 tenía una población de 1.108 habitantes y una densidad poblacional de 11,77 personas por km².

## Geografía
Herman se encuentra ubicado en las coordenadas 43°24′24″N 88°28′13″O / 43.40667, -88.47028. Según la Oficina del Censo de los Estados Unidos, Herman tiene una superficie total de 94.13 km², de la cual 94.03 km² corresponden a tierra firme y (0.1%) 0.1 km² es agua.

## Demografía
Según el censo de 2010, había 1.108 personas residiendo en Herman. La densidad de población era de 11,77 hab./km². De los 1.108 habitantes, Herman estaba compuesto por el 98.29% blancos, el 0% eran afroamericanos, el 0.54% eran amerindios, el 0.18% eran asiáticos, el 0% eran isleños del Pacífico, el 0% eran de otras razas y el 0.99% pertenecían a dos o más razas. Del total de la población el 0.54% eran hispanos o latinos de cualquier raza.